# 劳动人民党 (波多黎各)
劳动人民党（西班牙語：Partido del Pueblo Trabajador，缩写为PPT）是波多黎各的一个已不存在的左翼政党。2010年12月5日，该党成立于圣胡安。该党的意识形态是左翼民粹主义、民主社会主义、社会正义、反殖民主义。该党的主席是Anneliesse Sánchez Zambrana，发言人是Pedro Muñiz García。该党的总部位于巴亚蒙。该党的青年翼是“劳动人民党青年”。2016年底，该党事实上解散，大部分成员转而加入公民胜利运动。